# Tremulina tremula
Tremulina tremula är en gräsväxtart som först beskrevs av Robert Brown, och fick sitt nu gällande namn av Barbara Gillian Briggs och Lawrence Alexander Sidney Johnson. Tremulina tremula ingår i släktet Tremulina och familjen Restionaceae. Inga underarter finns listade i Catalogue of Life.